# Jesús Sancho Rof
Jesús Sancho Rof (Madrid, 16 de diciembre de 1940) es un político y profesor universitario español que ocupó diversas carteras ministeriales en los gobiernos de UCD durante las presidencias de Adolfo Suárez y Leopoldo Calvo-Sotelo. Nieto del reconocido veterinario Juan Rof Codina y sobrino del médico y ensayista Juan Rof Carballo, padre de la Medicina Psicosomática y miembro de la Real Academia Española.

## Trayectoria
Nacido en Madrid en 1940 y con vínculos familiares en Galicia, es Doctor en Ciencias Físicas por la Universidad Complutense de Madrid, de la cual fue catedrático de Óptica y Estructura de la Materia.
En los últimos años del franquismo fue director general de Dirección General de Radiodifusión y Televisión, sustituyendo en el cargo a Juan José Rosón. Restablecida la democracia fue director general de Política Interior y subsecretario del Interior, donde destacó como 'número dos' y hombre de confianza de Rodolfo Martín Villa, a quien le unía una cercana relación desde los años compartidos en la universidad.
Fue el fundador y líder de la Federación Social Independiente, agrupación de corte socialdemócrata dentro de lo que Sancho Rof definió como "socialismo humanista", que terminaría integrándose en la Unión de Centro Democrático (UCD), y en las elecciones generales españolas de 1977 fue elegido diputado con dicho partido por la provincia de Pontevedra, repitiendo en las elecciones de 1982 y en las de 1986, esta vez con Alianza Popular (AP).
En 1979 fue nombrado ministro de Obras Públicas y Urbanismo desde donde promete la construcción de un millón de pisos de protección oficial y emprende un plan de erradicación del chabolismo sobre la base de la dotación de viviendas unifamiliares. Defendió reiteradamente la necesidad de conciliación entre las políticas a desarrollar y el respeto al medio ambiente. 
Con la llegada al poder de Leopoldo Calvo-Sotelo en 1981, es nombrado ministro de Trabajo, Sanidad y Seguridad Social, siendo impulsor del I Acuerdo Nacional de Empleo entre la CEOE (representada por Carlos Ferrer Salat), Comisiones Obreras (Marcelino Camacho), Unión General de Trabajadores (Nicolás Redondo) y el Gobierno (Sancho Rof). Dejó el cargo en 1981, con posterioridad a sus declaraciones sobre el llamado síndrome tóxico, provocado por aceite de colza adulterado. Tres semanas después de la muerte de la primera víctima producida por el aceite de colza, declaró en TVE: "(El síndrome)....es menos grave que la gripe. Lo causa un bichito del que conocemos el nombre y el primer apellido. Nos falta el segundo. Es tan pequeño que, si se cae de la mesa, se mata".
Tras abandonar la política activa, regresó a la docencia universitaria y ocupó el puesto de presidente de la Asociación Nacional de Empresas Constructoras de Obra Pública (AERCO), entre otros cargos.